# Marquesado de Murga
El marquesado de Murga es un título nobiliario pontificio creado por el papa Pío X el 1 de octubre de 1907 a favor de Segundo de Murga e Íñiguez, gentilhombre de cámara del rey y caballero gran cruz de la Orden de Isabel la Católica. También fue nombrado conservador artístico de la iglesia de San Nicolás, de Burgos, y de todos los monumentos nacionales en dicha ciudad.
Su denominación se refiere al apellido familiar. Su uso en España fue reconocido por el rey Alfonso XIII en febrero de 1908.

## Marqueses de Murga
|                    | Titular                     | Periodo            |                    |
| Creación por Pío X | Creación por Pío X          | Creación por Pío X | Creación por Pío X |
| ------------------ | --------------------------- | ------------------ | ------------------ |
| I                  | Segundo de Murga e Íñiguez  | 1907-1935          |                    |
| II                 | Félix de Murga y Ansuátegui | 1935-1936          |                    |

## Historia
- Segundo de Murga e Íñiguez (Burgos, 1 de junio de 1860-Madrid, 17 de junio de 1935),[4][5] I marqués pontificio de Murga, Gentilhombre de cámara con ejercicio del rey Alfonso XIII. Era hijo de Francisco Murga y Cesárea Íñiguez.[6]

Contrajo matrimonio con Paula Echevarría y Mendezona. Sin descendencia, le sucedió su sobrino, hijo de su hermano, Félix de Murga e Íñiguez.
- Félix de Murga y Ansuátegui (m. Madrid, 5 de septiembre de 1936[8]), II marqués pontificio de Murga. En 1936, al estallar la guerra civil española, fue detenido y asesinado por la milicia confederal.[7]

Contrajo matrimonio con Margarita Calvache y Aréchaga. No hubo descendencia de este matrimonio.